# Gordon Ellis
Gordon Ellis (1920-1978) fue un artista británico especializado en pintura marítima. Publicó su primer encargo en el Liverpool Daily Post a la edad de 13 años y, después de un período como dibujante, se convirtió en artista profesional en 1948. Las compañías navieras a menudo encargaban a Ellis que creara pinturas de embarcaciones recién botadas.

## Biografía
Ellis nació en 1920 en Warrington, Cheshire. Su padre, Aytoun Ellis, era escritor e historiador, y también descendiente del artista George Frederick Watts. Ellis se educó en Merchant Taylors School en Crosby, donde se fomentó su talento artístico. Durante este tiempo se le concedió una dispensa especial para visitar los muelles y practicar su oficio.  Ellis fue un pintor consumado desde una edad temprana, y su primera comisión se publicó en el Liverpool Daily Post cuando solo tenía 13 años. Tenía dos obras, incluida una que representaba el buque escuela HMS Nile de la Marina Real, que apareció en el periódico The Tatler cuando aún era un adolescente; sin embargo, en ese momento no se divulgó su edad.
Durante la Segunda Guerra Mundial, Ellis fue delineante en Clydebank y contribuyó al diseño y la producción de muchas embarcaciones de guerra para John Brown & Company. Si bien su residencia principal como adulto estaba en Berwick-upon-Tweed, el arte de Ellis continuó vinculado con los barcos y el área del puerto de Merseyside, incluso cuando también trabajó en los géneros de paisajes y retratos. Cuando se convirtió en artista profesional en 1948 cuando tenía 27 años, las compañías navieras a menudo encargaban a Ellis que pintara sus barcos recién botados, lo cual era una costumbre habitual en ese momento. En su libro de 1986, el historiador del arte Arthur Davidson afirmó que Ellis «ejecutó encargos que podrían verse no solo como obras de arte, sino también analizarse como representaciones elegantes de erudición visual». Reconocido por su atención al detalle, producción prolífica e investigación de sus temas, en 1958 se informó que sus pinturas tenían un impacto internacional. 
El trabajo de Ellis se vendió y exhibió principalmente en Boydell Galleries en Liverpool. Sus pinturas se presentan en una serie de colecciones públicas permanentes, incluidas las del Museo de Ciencias, el Museo Marítimo de Merseyside, las Galerías Kirkcaldy y el Museo de la Marina. Ellis murió de un ataque al corazón en 1978. 